# 15-я общевойсковая армия
15-я общевойсковая армия — оперативное общевойсковое формирование (объединение, армия) в составе Красной Армии и Советской армии ВС СССР.
Всего формировалась трижды. Участвовала в Советско-финляндской войне и Советско-японской войне.

## Первое формирование
15-я армия была сформирована 11 февраля 1940 года на базе Южной группы войск 8-й армии, после чего в ходе советско-финской войны принимала участие в боевых действиях с 12 февраля по 13 марта в северо-восточном Приладожье в районе Салми — Питкяранта — Китиля — Кясняселькя.
После окончания Финской войны 28 марта управление армии было преобразовано в управление Архангельского военного округа.

### Командование
Командующие:
- командарм 2 ранга Ковалёв, Михаил Прокофьевич (12.2. — 25.2.1940)
- командарм 2 ранга Курдюмов, Владимир Николаевич (25.2. — 28.3.1940)

Члены Военного Совета:
- корпусной комиссар Вашугин, Николай Николаевич (1940)
- А. И. Гусев

Начальники штаба:
- комбриг М. И. Козлов (11.-12.2.1940)
- полковник (затем — комбриг) П. А. Иванов

## Второе формирование
15-я армия второго формирования была сформирована в июле 1940 года в составе Дальневосточного фронта. Штаб армии находился в Биробиджане.
До августа 1945 года армия обороняла дальневосточные границы Союза ССР. С 9 августа в ходе Советско-японской войны 15-я армия принимала участие в ходе Сунгарийской операции, в ходе которой передовые части 20 августа вступили в Харбин. До конца августа 15-я армия вела боевые действия по уничтожению японской Квантунской армии и 2 сентября 1945 года закончила боевые действия.
Сразу после капитуляции Японии войска армии были возвращены из Маньчжурии в СССР и уже в сентябре 1945 года армия была расформирована

### В составе
- 2 ДВФ — (05.08 — 02.09.1945)

## Командование
Командующие:
- Черемисов Леонтий Георгиевич (22.06.1940 — 8.11.1941)
- Саввушкин Михаил Сергеевич (8.11.1941 — 17.10.1942)
- Мамонов Степан Кириллович (17.10.1942 — 3.09.1945)

Члены Военного Совета:
- Ибрагимов Вали Сарачевич (7.06.1940 — 9.07.1945)
- Мальцев Евдоким Егорович (9.07. — 3.09.1945)
- Романов Георгий Павлович (1.08 — 3.09.1945)

Начальники штаба:
- Городинский Юдель Леонтьевич (11.03 — 26.08.1941)
- Другов Павел Ильич (26.08.1941 — 9.05.1942)
- Иванов Семён Акимович (9.05.1942 — 16.11.1943)
- Прощаев Виктор Андрианович (16.11.1943 — 9.10.1945)

## Третье формирование
15-я армия третьего формирования была сформирована 16 апреля 1953 года на базе управления Дальневосточного военного округа. Штаб армии находился в Южно-Сахалинске. В состав армии вошли войска, дислоцированные в Сахалинской области (остров Сахалин и Курильские острова):
- 85-й стрелковый корпус в составе 3-х отдельных бригад: 2-я стрелковая бригада, 7-я и 15-я пулемётно-артиллерийские бригады (Курильские острова, штаб корпуса — Курильск),
- 87-й стрелковый корпус в составе 3-х стрелковых дивизий: 79-я (затем 79-я мотострелковая, 264-я (с 1955 г. — 41-я мотострелковая), 342-я (с 1955 г. — 56-я мотострелковая) (на Сахалине, штаб — Южно-Сахалинск)
- 5-я отдельная пулемётно-артиллерийская дивизия (Советская Гавань)
- 203-й отдельный тяжёлый танкосамоходный полк (Анива)

В 1960 году штаб армии был переведён в Хабаровск, ему были подчинены части в Хабаровском крае и Амурской области.
В период с 27.07.1967 по 19.08.1969 гг. армия именовалась 18-й общевойсковой армией, затем ей было возвращено прежнее наименование.
В начале 1990-х годов 15-я армия была расформирована, оставшиеся войска были переданы в 43-й армейский корпус.

### Командование
Командующие:
- Крылов, Николай Иванович, генерал-полковник (апрель 1953 — сентябрь 1953)
- Козак, Семён Антонович, генерал-лейтенант (сентябрь 1953 — декабрь 1953)
- Труфанов, Николай Иванович, генерал-полковник (январь 1954 — январь 1956)
- Зализюк, Пётр Иосифович, генерал-лейтенант (апрель 1956 — сентябрь 1957)
- Турантаев, Владимир Владимирович, генерал-майор, с мая 1959 генерал-лейтенант (апрель 1958 — май 1960)
- Сильченко, Николай Кузьмич, генерал-лейтенант (июль 1967 — сентябрь 1969)
- Якимович, Иван Сидорович, генерал-майор, с октября 1974 генерал-лейтенант (ноябрь 1972 — 1975)[2]
- Калинин, Николай Васильевич, генерал-майор, с мая 1981 генерал-лейтенант (сентябрь 1979 — апрель 1983)
- Моисеев, Михаил Алексеевич, генерал-майор, с февраля 1984 генерал-лейтенант (апрель 1983 — июль 1985)
- Копылов, Виктор Андреевич, генерал-майор, с мая 1987 генерал-лейтенант (июль 1985 — февраль 1988)
- Топоров, Владимир Михайлович, генерал-лейтенант (февраль 1988 — август 1989)

Первые заместители командующего:
- Гервасиев, Андрей Никитич, генерал-майор (ноябрь 1956 — сентябрь 1958)
- Иванов, Иван Сергеевич, генерал-лейтенант (17 сентября 1959 - 22 сентября 1960)

Начальники штаба:
- Зализюк, Пётр Иосифович, генерал-майор (1953—1954)
- Белозеров, Фёдор Михайлович, генерал-майор (1954—1957)
- Егоровский, Александр Александрович, генерал-майор танковых войск (1957—1958)
- Морозов, Иван Сергеевич, генерал-майор (1980—1982)

## Состав

### 1940 год
Объединение на момент формирования в июле 1940 года имело:
- управление
- 20-й стрелковый корпус
- Усть-Сунгарийский укреплённый район
- 202-я авиадесантная бригада
- 19-я легкотанковая бригада
- 12-й истребительно-авиационный полк
- 181-й артиллерийский полк РГК

Соединения и отдельные части влившиеся в армию в августе 1945 года:
- 34-я стрелковая дивизия
- 255-я стрелковая дивизия
- 361-я стрелковая дивизия
- 388-я стрелковая дивизия
- 4-й, 192-й укреплённые районы
- 165, 171 и 203-я танковые бригады

### 1989 год
В конце 1980-х годов в состав армии входили:
- Управление командующего, штаб (вг Хабаровск-41)
- 13-я отдельная рота охраны и обеспечения штаба армии (вг Хабаровск-41)
- 73-я мотострелковая Новозыбковская ордена Ленина, Краснознамённая, ордена Суворова дивизия (г. Комсомольск-на-Амуре)[b]
- 81-я гвардейская мотострелковая Красноградская Краснознамённая, ордена Суворова дивизия (Бикин)
- 135-я мотострелковая дивизия (г. Лесозаводск)[c]
- 270-я мотострелковая дивизия (п. Красная речка — Хабаровск-41)
- 2-й укреплённый район (о. Большой Уссурийский)
- 17-й укреплённый район (г. Дальнереченск)[d]
- 49-я бригада материального обеспечения (п. Князе-Волконское)
- 180-я зенитная ракетная Оршанская ордена Кутузова бригада (Анастасьевка)
- 166-я пушечная артиллерийская бригада (п. Лермонтовка)
- 786-й реактивный артиллерийский полк (п. Обор)
- 54-й отдельный танковый полк (п. Князе-Волконское)
- 13-й отдельный гвардейский Краснознамённый полк связи (вг Хабаровск-41)
- 24-й отдельный понтонно-мостовой полк (вг Хабаровск-14)
- 331-й отдельный вертолётный полк (п. Обор)
- 825-й отдельный транспортно-боевой вертолётный полк (Гаровка-2)
- 786-й реактивный артиллерийский полк (п. Обор)
- 635-й отдельный инженерный дорожно-мостовой батальон (г. Лесозаводск)
- 8-я отдельная вертолётная эскадрилья (вг Хабаровск-41)
- 104-й отдельный батальон связи тыла (вг Хабаровск-41)
- 827-й отдельный батальон РЭБ (г. Хабаровск (Красная Речка)
- 135-й отдельный батальон химической защиты (вг Хабаровск-41)
- 1635-й отдельный десантно-штурмовой батальон (вг Хабаровск-41)
- 655-й отдельный батальон тропосферной связи (п. Князе-Волконское)
- 252-й отдельный переправочно-десантный батальон (вг Хабаровск-14)
- 711-я отдельная рота спецназа ГРУ (г. Комсомольск-на-Амуре)
- отдельный ремонтно-восстановительный батальон (г. Бикин)
- 10-й бронепоезд БП-1 (г. Бикин)